# Kastell Iatrus

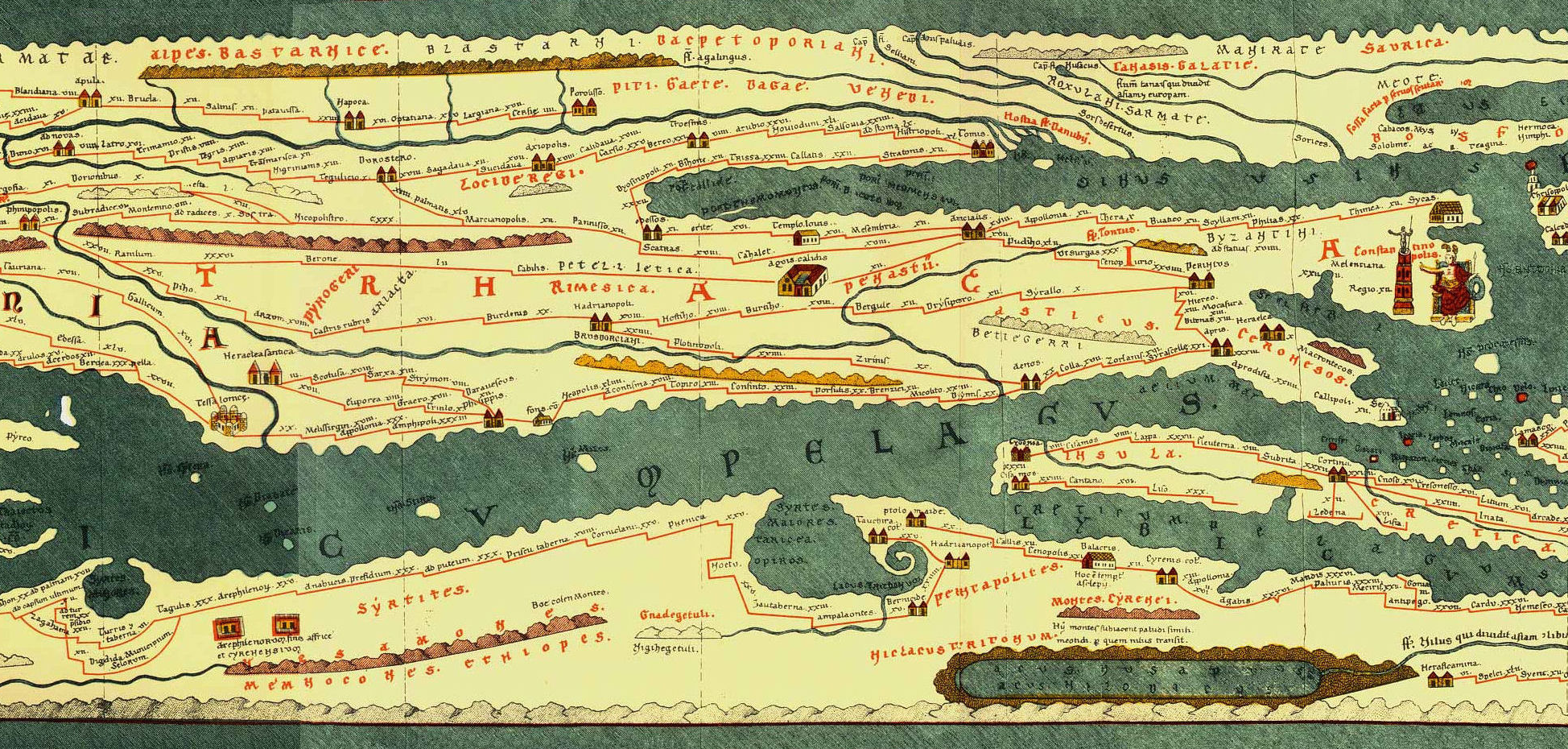
Novae und Iatro (links oben), Lage auf der Tabula Peutingeriana

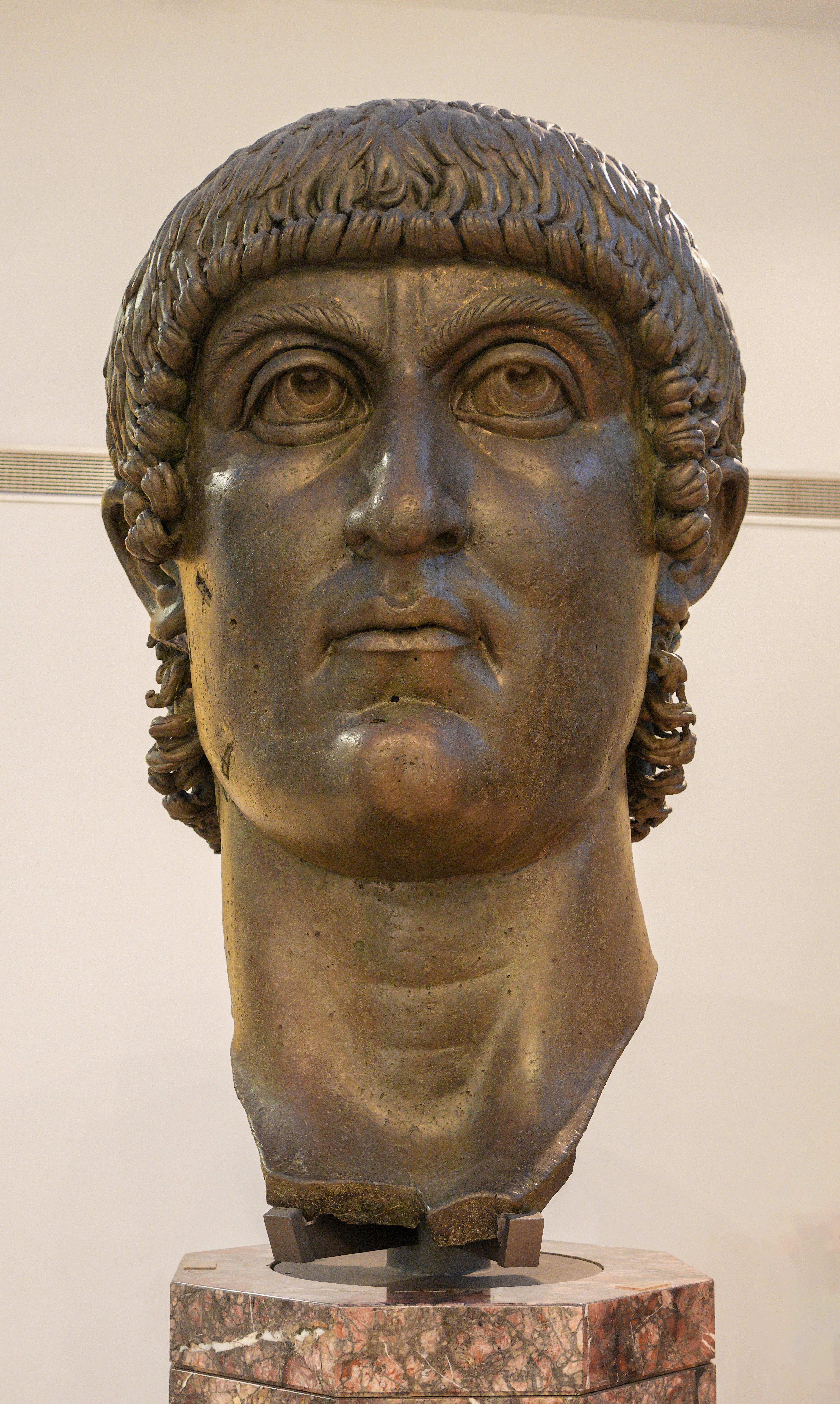
Konstantin I.

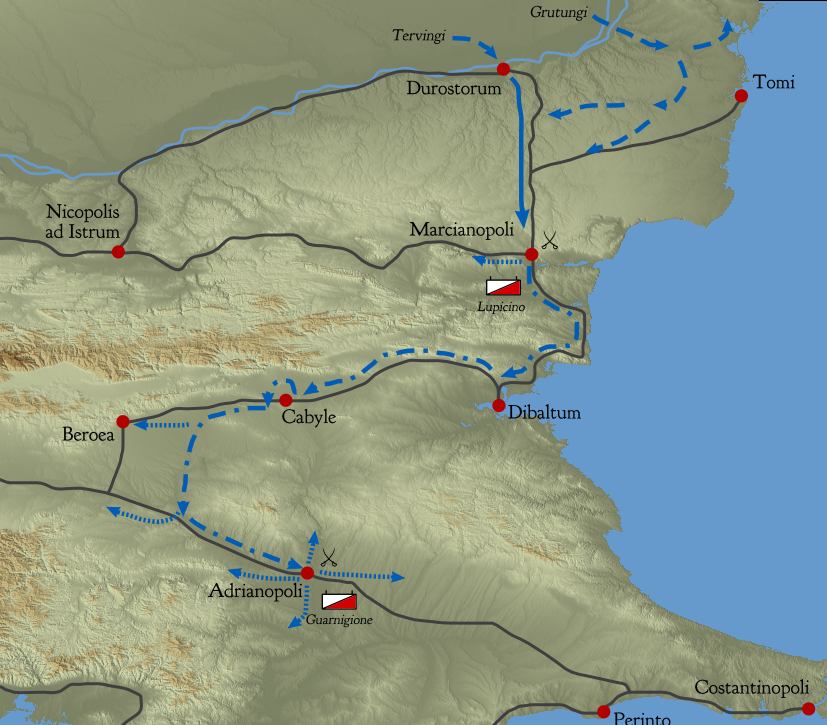
Die Gotenzüge in Moesien und Thrakien nach der Schlacht von Adrianopel (4. Jahrhundert)

Kastell Iatrus war ein römisches Reiterlager an der Mündung der Jantra in die Donau auf dem Gebiet Gradišteto des Dorfes Kriwina, Oblast Russe, in Bulgarien.
Es zählt zu einem der am besten erforschten Limeskastelle an der unteren Donau. Besonders das Lager der Frühphase ist ein gutes Beispiel für die Symbiose von althergebrachten und neu entwickelten Baumerkmalen bei spätantiken Militäranlagen sowie ein Fokus für die einschneidenden Veränderungen in der Endphase des unteren Donaulimes.
Das Kastell wurde um 310/320 n. Chr. gegründet, war für etwa 300 Jahre Bestandteil des Donaulimes und durchlief mehrere Besiedlungsperioden und Bauphasen. Im Zuge der turbulenten Ereignisse der Völkerwanderung wandelte es sich in ein Wehrdorf um, da es an der Reichsgrenze immer öfter zu heftigen kriegerischen Auseinandersetzungen mit barbarischen Invasoren kam, in deren Folge Iatrus mehrfach zerstört, verlassen und anschließend wiederaufgebaut wurde. Im 7. Jahrhundert gab die römische Armee das Kastell endgültig auf, Slawen und Bulgaren gründeten innerhalb der Kastellruine eine neue Siedlung, die durchgehend bis ins 10. Jahrhundert bewohnt war.
Das Kastell ist seit 2010 Namensgeber für die Yatrus Promontory, eine Halbinsel im Grahamland in der Antarktis.

## Name
Der antike Name des Kastells leitet sich wie in zahlreichen anderen Fällen vom Namen des Flusses ab, an dessen Mündung es liegt, und ist in spätantik-frühbyzantinischen Quellen wie der Tabula Peutingeriana als Iatro, der Notitia dignitatum als Latris und beim Geographen von Ravenna als Latron überliefert. Prokop nennt Iatrus φρούριον, Theophylaktos Simokattes πόλιϛ.

## Topographie
Ausgrabungsstätte und Ortschaft Krivina befinden sich am rechten Ufer der Jantra, etwa 2–3 km vor deren Mündung in die Donau. Das Kastell ist auf einem ehemals ca. 3–4 ha großen, vor Hochwasser geschützten Geländesporn am Rande der Schwemmlandzone angelegt, dessen Abhänge nach Süden, Westen und Norden abfallen. Das Plateau weist außerdem eine natürliche, von Südwesten nach Nordosten ragende Neigung auf.
Das Gebiet – im Bereich des heutigen Nordbulgariens – gehörte in spätrömischer Zeit verwaltungsrechtlich zur römischen Provinz Moesia secunda (Moesia II, vorher Unter- oder Niedermösien) als Teil der Diözese Thrakien.

## Funktion
Das Kastell gehörte zum Überwachungsbereich der legio I Italica, die ihr Hauptquartier im Legionslager Novae, etwa 20 km stromaufwärts von Iatrus entfernt, hatte. Die Besatzung war in erster Linie für die Sicherung ihres Abschnitts des moesischen Donaulimes im Vorfeld der östlichen Metropole Konstantinopel zuständig. Die im Balkangebirge entspringende Jantra war bis weit in die Provinz Moesia inferior (Niedermoesien) hinein schiffbar, eine Überwachung ihrer Mündung in die Donau daher für die Römer unabdingbar, seit es Invasoren – insbesondere den Goten, Hunnen, Slawen, Protobulgaren und noch anderen Wandervölkern – immer wieder gelang, von Nordosten über die Donau in das oströmische Reich einzufallen, um sich später auch dauerhaft dort niederzulassen. Die militärische Bedeutung seiner strategischen Position für die Verteidigung der Moesia II blieb während seiner 300-jährigen Existenz ungebrochen aufrecht. Dies unterstreicht auch die wiederholte Erwähnung des Stützpunktes in der Notitia dignitatum als castellum, als phrourion bei Prokop und als polis (Stadt) in der Geschichtschronik des Theophylaktos Simokates.

## Forschungsgeschichte
Die Anfänge der Grabung liegen im Jahre 1956, als die Leitung des (Ost)berliner Instituts für griechisch-römische Altertumskunde an der Deutschen Akademie der Wissenschaften (DAW) begann, Kontakte zu Archäologischen Instituten verschiedener sozialistischer Länder aufzunehmen, zunächst mit dem Ziel, dem studentischen Nachwuchs der DDR Zugang zu feldarchäologischen Aktivitäten auf dem Gebiet der Klassischen Archäologie zu ermöglichen. Als Resultat dieser Bemühungen begann 1958 die erste Kampagne der deutsch-bulgarischen Gemeinschaftsgrabung quasi als Kind der deutschen Teilung. Die Leitung der Grabungsarbeiten lag auf deutscher Seite bei Robert Heidenreich, Ordinarius für Klassische Archäologie in Jena, seit der 2. Kampagne bei Helga Reusch, DAW, auf bulgarischer Seite bei Teofil Ivanov vom Archäologischen Institut und Museum (AIM) der Bulgarischen Akademie der Wissenschaften in Sofia.
Die Ergebnisse der ersten drei Kampagnen 1958, 1960 und 1962 wurden 1966 im Band 47 der Klio veröffentlicht; zwei Dissertationen von Burkhard Böttger und Gudrun Gomolka bewiesen außerdem, dass das Unternehmen seinen Zweck als Lehrgrabung erfüllt hatte. Die Resultate dieser ersten drei Kampagnen hatten gezeigt, dass sie wesentliche Erkenntnisse zur Erforschung des (spät)römischen Limes liefern konnten. Deshalb wurde deren Fortsetzung mit der 4. Grabungskampagne 1966 beschlossen. Als Folge der Akademiereform fand 1972 eine wesentliche Erweiterung der Grabungsziele statt, indem neben dem Ende des römischen Limes (Anfang 7. Jh.) den in und über den Kastellruinen liegenden frühmittelalterlichen Siedlungsschichten (7./8. – 10./11. Jh.) besondere Aufmerksamkeit gewidmet wurde. 1981 fand die offiziell letzte Grabungskampagne statt, die deutsch-bulgarische Zusammenarbeit wurde unmittelbar anschließend mit der Gemeinschaftsgrabung Karasura fortgesetzt. Alle Ergebnisse wurden in den folgenden Jahren in 5 Bänden der Reihe Iatrus-Krivina veröffentlicht. Die Leitung der Grabung lag seit 1972 auf deutscher Seite in den Händen von Klaus Wachtel. 1982 wurde dem Grabungsteam aus dem Zentralinstitut für Alte Geschichte und Archäologie (ZIAGA) die Leibniz-Medaille (Berlin) der Akademie der Wissenschaften der DDR verliehen.
Nach der deutschen Wiedervereinigung wurde das deutsch-bulgarische Gemeinschaftsprojekt Iatrus-Krivina durch die Römisch-Germanische Kommission des Deutschen Archäologischen Instituts in Zusammenarbeit mit dem AIM Sofia und dem Historischen Bezirksmuseum Ruse mit neun Grabungskampagnen von 1992 bis 2000 unter der Leitung auf deutschen Seite von Gerda von Bülow fortgesetzt. Die bulgarische Seite wurde von Dimitar Stančev (Ruse) und Lyudmil Vagalinski (Sofia) repräsentiert. Die Ergebnisse wurden in einem weiteren Band der Reihe Iatrus-Krivina veröffentlicht. Die Publikation der Ergebnisse der parallel dazu durchgeführten Geländeprospektionen ist in Vorbereitung.

## Entwicklung
Durch Feldbegehungen, Luftaufnahmen und geophysikalische Untersuchungen ließ sich eine seit der Jungsteinzeit andauernde dichte Besiedlung der Tiefebene im Bereich der Jantramündung feststellen. Über die ersten Jahrhunderte der Römerherrschaft an der Jantra liegen nur spärliche Funde vor. Man fand einige Mauerreste aus Stein und Lehm und in der Kastellmauer wurden Grabsteine aus dem 2. und 3. Jahrhundert n. Chr. entdeckt. Trotz Münzfunden aus der Zeit des Aurelian, Probus und Diokletian konnte bisher von den Archäologen kein Nachweis einer dem spätrömischen Kastell vorangegangenen früh/mittelkaiserzeitlichen Befestigung oder Ansiedlung beigebracht werden.
Sergei Torbatov teilte die Zeitspanne zwischen Ende des 3. Jahrhunderts und Beginn des 7. Jahrhunderts – also jene Zeitspanne in der Iatrus belegt war – in insgesamt fünf Perioden ein, um den stufenweisen Wandlungsprozess der Festungen an der unteren Donau besser darstellen zu können.
- Periode 1 deckt die Jahre zwischen späten 3. Jahrhundert und späten 4. Jahrhundert ab, als ein Großteil der Kastelle am moesischen Limes modernisiert und verstärkt wurden.[9]
- Periode 2 behandelt die Zeit des völligen Zusammenbruches des spätrömischen Donaulimes in der Mitte des 5. Jahrhunderts.[10]
- Periode 3 verbindet er mit der Reorganisierung der Grenzverteidigung unter Kaiser Anastasius und die endgültige Transformation in befestigte Wehrdörfer, die die Limeskastelle, aber auch die Siedlungen weit im Landesinneren veränderte.[11]
- Periode 4 umfasst die Wiederherstellung der Donaugrenze unter Justinian I.[12]
- Periode 5 beschreibt den neuerlichen Kollaps der Grenzverteidigung in den 580er Jahren und der endgültigen Aufgabe der Donaugrenze durch die Byzantiner im 7. Jahrhundert.[13]

### Periode 1
Als die römische Armee, Verwaltung und ein Teil der Zivilbevölkerung zwischen 270 und 275 n. Chr. auf Befehl Kaiser Aurelians die von den Goten hart bedrängte Provinz Dakien räumten, wurde auch der daran angrenzende Teil der Donau wieder zur Außengrenze des Reiches. Der wieder reaktivierte Donaulimes offenbarte aber bald seine Schwächen. Die starre, linear angeordnete Festungskette am Flussufer war dem geballten Ansturm von Wandervölkern und Reiternomaden auf Dauer nicht gewachsen. Obwohl der moesische Limes mehr als 40 Kastelle umfasste, gelang es den Barbarenstämmen, ihn immer wieder zu durchbrechen. Eine Besserung setzte erst ein, als die Kaiser Diokletian und Konstantin I. die Reichsverteidigung durch eine neue Militärorganisation auf eine solidere Grundlage stellen und weitgehend stabilisieren konnten. Zu Beginn des 4. Jahrhunderts n. Chr. ließ Konstantin den unteren Donaulimes noch einmal massiv verstärken. Zu diesem Zweck mussten am südlichen Donauufer zahlreiche neue Kastelle und Wachtürme erbaut oder schon bestehende renoviert und modernisiert werden. Die meisten Neubauten ließ man in den Jahren zwischen 310 und 320 n. Chr. errichten, eines davon war das Reiterkastell Iatrus.
Das frühe Kastell war nur wenige Jahrzehnte besetzt und dürfte nach Abzug der Reitertruppe durch Constantius II. für längere Zeit nicht vom Militär genutzt worden sein. Die Perserfeldzüge Constantius’ II. und seines Nachfolgers Julian hatten die Verteidigung des unteren Donaulimes personell wohl erheblich geschwächt. In einer Rede des Themistios wird der Limes als desolat bezeichnet. Er beklagt dabei die zu wenigen, verfallenen und schlecht ausgerüsteten Kastelle mit zahlenmäßig viel zu kleinen und noch dazu disziplinlosen Besatzungen. Die nördlich der Donau siedelnden Goten nutzten die Schwäche der römischen Grenztruppen sofort zu ausgedehnten Plünderungszügen in die Provinzen Niedermoesiens aus. Erst nach lang andauernden Kämpfen konnten die Römer sie wieder vertreiben und ihre Vormachtstellung in der Region wiederherstellen. Trotzdem nahm der Druck auf die Donaugrenze durch die Barbarenstämme immer weiter zu.
Auf Dauer konnten die römischen Strategen daher auf eine neuerliche Besetzung des günstig gelegenen Kastellplatzes an der Jantramündung nicht verzichten. Entweder wurde Iatrus – infolge der Abwehrkämpfe gegen die Goten noch unter Constantius II., seinem Nachfolger Julian, der Regierungsperiode des Valens oder im späten 4. Jahrhundert unter Theodosius I. mit Föderaten als neuer Besatzung belegt. Nach dem Tod von Theodosius I., 395, zerbrach das Römische Reich endgültig in zwei Reichshälften und die Moesia II fiel an den Ostteil des Reiches.

### Periode 2
Ab der ersten Hälfte des 5. Jahrhunderts ging die größte Gefahr für die Römer an der unteren Donau vom rasch expandierenden Hunnenreich unter Führung Attilas aus. Wiederholt fielen sie in die reichen oströmischen Provinzen an der Donau ein – wo ihnen fast 70 grenznahe Ortschaften und Kastelle zum Opfer fielen – und forderten vom Kaiser in Konstantinopel immer höhere Tributzahlungen. Als Theodosius II. (408–450) ihnen diese schließlich verweigerte, rächte sich Attila, indem er auch die nähere Umgebung der Hauptstadt fast komplett verwüstete. Auch Iatrus wurde dabei – wie die meisten Militärstützpunkte der Moesia secunda und ihrer Nachbarprovinzen – niedergebrannt. Wie an den Funden abzulesen ist, hatten Besatzung und Zivilbevölkerung sich aber offenbar noch rechtzeitig in Sicherheit bringen können. Die letzten Münzen dieser Periode wurden in der Zeit von Theodosius II. geprägt. Nach der neuerlichen Zerstörung durch die Hunnen wurde das Kastell von seinen bisherigen Bewohnern aufgegeben (Ende der Bauperiode C). Die Provinz erholte sich von diesen schweren Verwüstungen nur sehr langsam.

### Periode 3
Erst unter Kaiser Anastasius (491–518) wurden die Kastelle an der Donau in größerem Umfang wieder – wenn auch nur notdürftig – instand gesetzt und mit neuen Besatzungen belegt. In Iatrus scheint es sich hierbei jedoch, verglichen mit der Bausubstanz der ersten Hälfte des 5. Jahrhunderts, um eine sehr bescheidene Siedlung mit nur wenigen Bewohnern gehandelt zu haben. Die Barbareneinfälle ließen indessen nicht mehr nach, nur 30 Jahre nach seinem Wiederaufbau wurde das Kastell neuerlich verwüstet. Ab dem frühen 6. Jahrhundert stand Iatrus größtenteils leer, nur eine kleine Schar Krieger und ihre Familien hatten sich notdürftig in der Kastellruine eingerichtet. Für diese Zeit liegen keine Hinweise auf die ethnische und soziale Zusammensetzung der Kastellbewohner vor, vermutlich handelte es sich wieder um Föderaten, vor allem die Bauweise der nach der Zerstörung in der Mitte des 5. Jahrhunderts errichteten Gebäude und die Funde deuten darauf hin.

### Periode 4
Nach einem Brand im frühen oder mittleren 6. Jahrhundert, ließ Kaiser Justinian I. (527–565), im Rahmen seines Sicherungsprogrammes für die Donaugrenze, das Kastell noch einmal instand setzen. Das Justinian das phrourion Iatrus trotz der knappen Ressourcen dennoch in sein Restaurierungsprogramm miteinbezog, spricht für die auch damals noch große Bedeutung des Kastells als Militärstützpunkt. Außer den Städten und Kastellen wurden auch alle noch verbliebenen Siedlungen und Villen neu befestigt, wie aus den Schriften Prokops zu entnehmen ist. Weiters wurden im Inneren einfache Behausungen für eine kleine Besatzung und eine neue Kirche (siehe Basilika III) errichtet. Im Übrigen dürfte der Zustand des Kastells in der Mitte des 6. Jahrhunderts aber generell dem Bild der Limesorte an der unteren Donau entsprochen haben. Im Zuge der Restrukturierungsmaßnahmen war es aber nicht gelungen die Population der romanischen Bevölkerungsschicht an der Donaugrenze zu erhöhen, die viel zu kleine Armee konnte die mühsam zurückeroberten Kastelle daher nicht auf Dauer halten.

### Periode 5
Zwischen 598 und 602 wurde der Limes an der unteren Donau endgültig von Awaren, Slawen und anderen Fremdvölkern überrannt, die Römer mussten alle ihnen verbliebenen Militärstützpunkte zwischen der Donau und dem Balkangebirge räumen und sich weit nach Süden zurückziehen. Die Münzen der letzten römischen Fundschicht in Iatrus wurden 577/8 unter Justin II. ausgegeben. Der Ort wird noch einmal in Theophylaktos Simokates’ Historiae erwähnt in der er über die Invasion der Awaren im Jahre 600 berichtet. Abgesehen von Iatrus werden noch 30 andere Plätze in Simocattas Werk genannt. Das Gebiet um das Kastell war während der Balkanfeldzüge des Maurikios von 591 bis 602 Schauplatz der Auseinandersetzungen zwischen Römern und Slawen. Die Feldherren Priskos und Petros nutzten Iatrus – neben einigen anderen Festungen – als Operationsbasis für ihre Truppenbewegungen entlang der Donau. Im April 598 marschierte ein weiterer Feldherr, Komentiolos, mit seinen frisch ausgehobenen Truppen nach Norden und erreichte am siebenten Tag die polis Iatrus. Allerdings wurde sein Aufgebot in der Nähe des Kastells von den Awaren geschlagen, als er versuchte, dem hart bedrängten Priskos in Tomis zu entsetzen. Die Awaren brachen die Belagerung von Tomis ab und schlugen Komentiolos in die Flucht. Anschließend stießen sie dabei bis an die Mauern von Konstantinopel vor, wo sie allerdings durch den Ausbruch einer Pestepidemie hohe Verluste erlitten. Schließlich zogen sie gegen Zusicherung von jährlichen Tributzahlungen wieder ab.
In den nun völlig schutzlosen Grenzprovinzen wurden fast alle verbliebenen römischen Siedlungen und Festungen nacheinander in Schutt und Asche gelegt, unter ihnen einmal mehr Iatrus. Im Gegensatz zu dem nach 613 von den Slawen eroberten Novae/Swischtow hielt sich Iatrus während der Landnahme der Slawen auf dem Balkan noch bis zum Einfall der Protobulgaren als kleine römische Enklave. Die letzten Romanen von Iatrus gingen im Zuge der Ethnogenese des bulgarischen Volkes in den neu zugewanderten Slawen und Protobulgaren auf. Die nun überwiegend bulgarisch geprägte Siedlung war noch bis zum späten 10. Jahrhundert bewohnt.

## Kastell

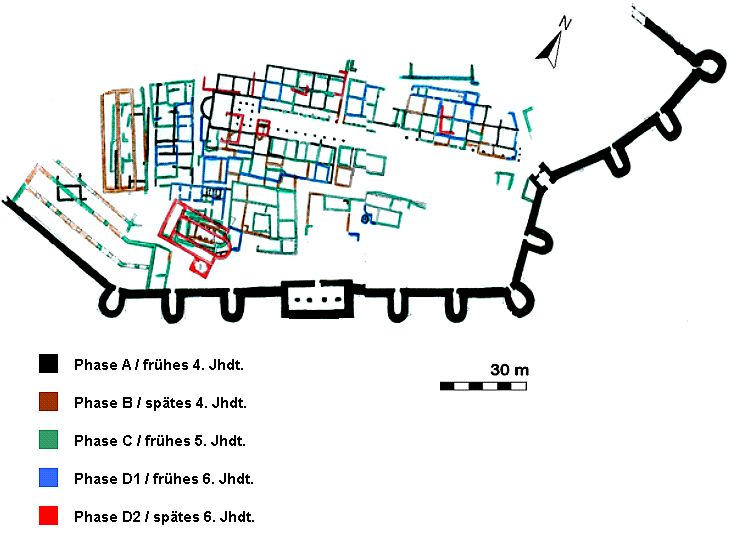
Grabungsplan und Bauphasen des Kastells vom 4. bis 6. Jahrhundert

Das Kastell wurde, den Münzfunden nach zu schließen, vermutlich in der zweiten Dekade des 4. Jahrhunderts während der gemeinsamen Regierung von Konstantin I. und Licinius gegründet. 146 von ihnen stammten aus dem frühen 4. Jahrhundert. Von ihrer Konstruktion her ähnelt die Südmauer stark dem Westwall von Tropaeum Traiani in Adamklisi (RO). Eine Inschrift an seinem Westtor berichtet von Renovierungsmaßnahmen unter Konstantin und Licinius, mit einer an Sicherheit grenzenden Wahrscheinlichkeit wurde daher auch der Südwall von Iatrus in dieser Zeit errichtet.
Durch die Ausgrabungen sollten vor allem Erkenntnisse über spätantike Militärplätze an der unteren Donau gesammelt werden. Die relativ gut erhaltenen Ruinen gestatten eine Gliederung der Baugeschichte des Kastells in mehrere Perioden. Darüber hinaus wurden Untersuchungen in der Kastellumgebung zum Straßennetz, Siedlungs- und Bestattungswesen sowie zu den allgemeinen wirtschaftlichen Aktivitäten in einem Limeskastell dieser Größenordnung durchgeführt. In 24 Grabungskampagnen konnten 11 Türme und das Osttor bzw. über die Hälfte des Kastellgeländes archäologisch untersucht und beobachtet werden. Nach den in Iatrus gefundenen Ziegelstempeln zu urteilen, dürften vor allem Angehörige der Legion in Novae an seinem Bau beteiligt gewesen sein. Die Archäologen konnten nach Auswertung der stratigraphischen Beobachtungen mehrere Bauphasen voneinander unterscheiden:
- Phase A: Anfang 4. Jahrhundert bis 360er Jahre,
- Phase B: spätes 4. Jahrhundert bis 410,
- Phase C: nach 410 bis 440er Jahre (Zerstörung durch die Hunnen),
- Phase D1: Ende 5. Jahrhundert bis frühes 6. Jahrhundert,
- Phase D2: Mitte 6. Jahrhundert bis um 600 n. Chr. (Zerstörung durch die Slawen)[26]

Die Jantra fließt heute in einer Schleife knapp an der Ausgrabungsstätte vorbei. Sie hat im Laufe der Jahrhunderte ungefähr ein Drittel der Kastellfläche abgespült, sodass von der ursprünglichen 500 m langen Umwehrung nur noch etwa 330 m nachweisbar sind. Auch von diesem Rest blieben meist nur die Fundamente erhalten, da ihr Steinmaterial für den Bau des heutigen Krivina abgetragen wurde.
Das Kastell stand teilweise noch in der Bautradition der mittleren Kaiserzeit (Innenbebauung), in seiner Gesamtkonzeption kamen die spätantiken Modernisierungen im Festungsbau aber schon deutlich zum Tragen, die sich wesentlich von denen des 1.–3. Jahrhunderts unterscheiden. Grundriss und Verlauf der Mauer waren nicht mehr starr rechteckig, sondern unregelmäßig (Siebeneck) und weitgehend der Topographie des umliegenden Geländes angepasst worden. Das Bebauungsschema der Periode A lässt eine einheitliche Planung erkennen, die noch vorrangig auf die militärischen Bedürfnisse Rücksicht nimmt. Vereinzelt lassen sich auch noch Ähnlichkeiten zu den Kastellbauten des 2. und 3. Jahrhunderts erkennen, wie zum Beispiel durch das Vorhandensein der Principia, eines Praetoriums und von Kasernen. Auch das innere Straßennetz wies noch eine gewisse Regelmäßigkeit auf.
Ab der zweiten Hälfte des 4. Jahrhunderts n. Chr. fanden in Iatrus tiefgreifende Umbauten statt (sog. Ruralisierungsprozess), die wahrscheinlich mit der Stationierung von Föderaten in Zusammenhang standen (Beginn Periode B/C). Wie schon oft am Donaulimes beobachtet, hatte sich auch dieses Kastell gegen Ende des 4. Jahrhunderts weitgehend zu einem zivilen Oppidum mit dörflichen Charakter gewandelt, erfüllte aber nach wie vor eine militärische Funktion, da auch zwei größere Lagerhäuser (Horreum), die vermutlich zur Versorgung mobiler Truppenverbände verwendet wurden im Westteil des Kastells der Periode B/C nachgewiesen werden konnten. Gleichzeitig mit den Lagerhäusern wurde auch die erste frühchristliche Kirche in Iatrus (Basilika I) errichtet. Die klassischen Verwaltungsbauten und Kasernen waren wie auch die regelmäßige Gliederung des Straßennetzes größtenteils verschwunden. Als Ersatz entstanden kleinere, individuell gestaltete Gebäude, in denen keine regulären Soldaten mehr, sondern vermutlich barbarische Wehrbauern mit ihren Familien lebten und arbeiteten.
Nach der vollständigen Zerstörung durch die Hunnen wurde die Festung offensichtlich in großer Eile und nur notdürftig wiederaufgebaut (Beginn Periode D1). Über einer bis zu 1 m dicken Schuttschicht entstanden vollkommen neue Wohn- und Wirtschaftseinheiten. Horrea und Basilica I brannten im frühen 5. Jahrhundert wieder ab, kurz danach errichtete man an ihrer Stelle die Basilica II, die Ruinen der Lagerhäuser wurden abgetragen und anschließend mit kleinen Wohn- und Wirtschaftshäusern überbaut da die Vorgängerbauten anscheinend so stark zerstört waren, dass sie nicht weiterverwendet werden konnten (Periode D2). Am Ende der Periode D2 wird das Kastell endgültig zerstört und danach von seinen Bewohnern verlassen.

### Osttor

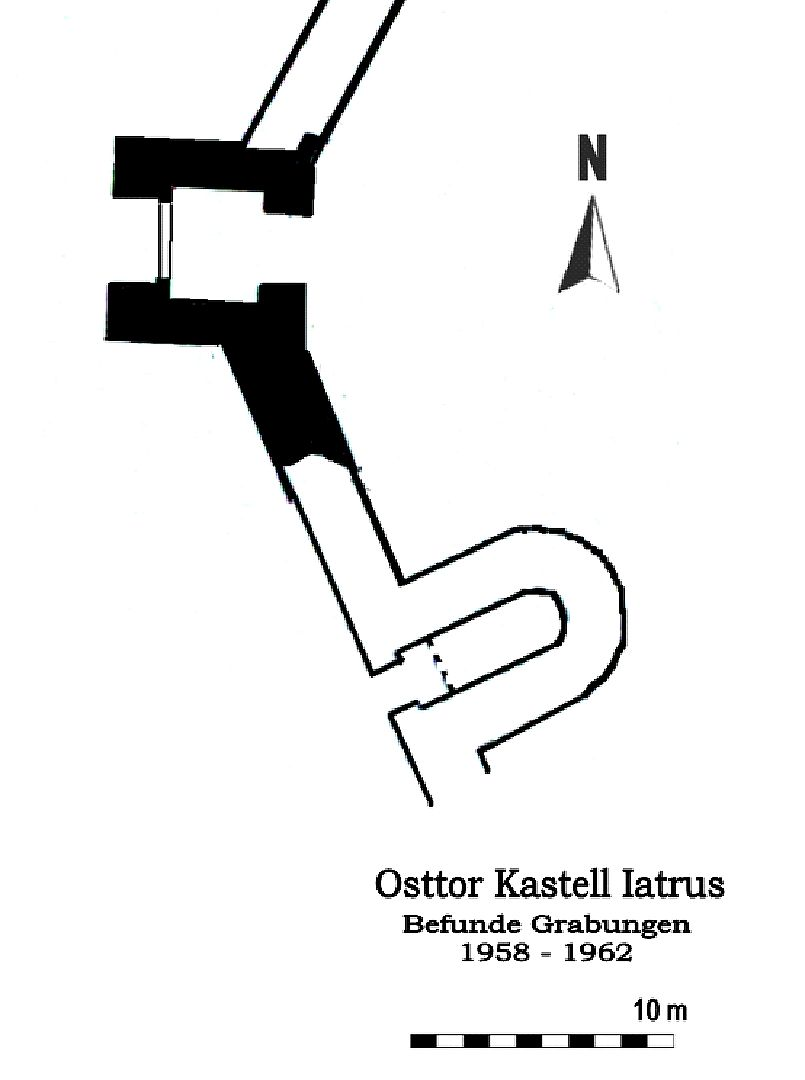
Befundplan Osttor, Grabungen 1958–1962

Ein Novum bei spätantiken Kastellen war, dass – von den bei frührömischen Kastellen üblichen vier Toren – oft nur noch eines eingebaut worden war, das in einer stark gesicherten Position stand. Von seiner Lage her ist das Osttor mit dem Südtor von Kastell Abrittus vergleichbar. Seine Bauweise glich der von Mauern und Türmen. Vom Tor aus führte die Lagerhauptstraße, der Decumanus maximus, direkt in das Zentrum des Lagers.
Der Torbau (porta Praetoria) stand in einer keilförmigen Mauereinbuchtung und wurde an seinen Flanken durch zwei benachbarte U-Türme (Nr. 8 und 9) gedeckt. Seine Maße betrugen 9,45 m (N) × 9,2 m (O-W). Das Kastelltor war relativ schmal und vermutlich durch ein Fallgitter an seiner Außen- und ein zweiflügeliges Tor an der Innenseite abgeschlossen (jeweils 3,77 m breit). Zwischen den beiden Toröffnungen befand sich ein quadratisches  Propugnaculum  (Torkammer) mit einer Seitenlänge von 5,5 m. Die Durchfahrt war mit einem Kieselsteinpflaster befestigt, das mehrmals erneuert worden war.
Von der gesamten Anlage ist heute nur noch der mit zwei Torangellöchern versehene Schwellstein erhalten geblieben. Am Beginn des 5. Jahrhunderts (Periode D) lag das Straßenniveau allerdings einen halben Meter höher als beim ursprünglichen Schwellenniveau am inneren Durchlass (Periode A); auch ein heute noch in situ liegender Steinblock im Torinnenraum war vom späteren Straßenniveau überdeckt. Das Osttor dürfte also zu diesem Zeitpunkt entweder nicht mehr in Verwendung gestanden oder blockiert worden sein. Möglicherweise gab es an anderer Stelle noch einen weiteren Durchlass, vielleicht eine Art (Poterne), diese Frage konnte aber aufgrund des schlechten Erhaltungszustandes der Anlage nicht mehr geklärt werden.

### Mauer, Graben und Zwischentürme
Die einst 500 m lange und massive Umwehrung war 8–10 m hoch und bis zu 3,5 m dick. Der Nordwall und das nordwestliche Ende der südwestlichen Mauer sind im Laufe der Zeit durch Unterspülung in die Jantra gestützt und heute komplett verschwunden. Die 1,5 m tiefen Fundamte bestanden aus grob behauenen Kalkstein, verbunden mit weißem Mörtel und standen auf gewachsenen Lößboden. Ihre Außenseite (stellenweise ist die Mauer noch über 2 m hoch erhalten) war mit sorgfältig geglätteten Quadern verblendet, die sich im Läufer-Binderverband eng aneinanderreihen. An manchen Stellen waren sie durch mit Blei verlöteten Eisenklammern verbunden. An der Innenseite bestand die Verblendung aus kleineren, ca. 0,5 m langen und 0,25 cm hohen, in waagrechter Reihe angeordneter Blöcke. Die Innenfüllung der Mauer bestand aus einem Enplektonkonglomerat.
117 m vor der Südmauer fanden sich bei Sondagen im Jahr 2000 auch Anzeichen für einen Wehrgraben.
Verstärkt wurde die Mauer an ihrer Front und an den Ecken von baugleichen und effizient angeordneten, fächerförmigen oder halbrunden, weit vorkragenden Türmen (sogenannter U-Turm oder Hufeisenturm), von denen allein an den Mauersektionen im Süden und Osten bis zu 11 Stück angenommen werden. Ihre Mauerstärke betrug durchschnittlich 3 m. Der Abstand zwischen ihnen betrug 15,25 m – 16 m. An der Südseite – der am meisten gefährdeten Mauersektion – standen 7 Stück, am Südwest- bzw. Nordwestwall konnten keine Turmbauten nachgewiesen werden, da hier das Gelände steil abfiel. Im Zentrum des Südwalles befand sich eine 30 m × 50,1 m große, rechteckig vorkragende Bastion – oder vielleicht auch monumentaler Turm (Nr. 4) – mit vier Stützpfeilern im Inneren, die wohl einst die Zwischenböden und ein Ziegeldach trugen. An der Frontseite war die Mauer etwas breiter ausgeführt, an seiner Rückseite ragt er – im Gegensatz zu den Hufeisentürmen – noch etwas ins Kastellinnere hinein.

## Innenbebauung
Die Bauphase A lässt noch eine strenger gegliederte Innenarchitektur erkennen, die ausschließlich nach militärisch-strategischen Gesichtspunkten geplant und gestaltet ist. In späterer Zeit (Bauphase B–D) löste sich diese jedoch komplett auf und wich einem lockereren und regellosen Bebauungsschema. Vor allem die Principia (Stabsgebäude), das Praetorium (Kommandantenwohnhaus) und die Kasernen wurden dem Verfall preisgegeben oder abgetragen.

### 4. Jahrhundert
Wandte man sich von der mit Kolonnaden (Portikus) gesäumten Lagerhauptstraße zunächst nach Süden, traf man auf ein größeres, vornehm ausgestattetes Haus, das Praetorium, das als Unterkunft für den Lagerkommandanten diente. Dicht daneben stand ein kleines Badehaus (Thermae), die aber keinesfalls groß genug war, um allen hier stationierten Soldaten einen Badbesuch zu ermöglichen. Innerhalb der Festungsmauer konnte bisher auch keine größere Therme ausgegraben werden. Auch andere größere Gebäude, wie zum Beispiel eine Exerzierhalle (Basilika) konnten bislang nicht gefunden werden. Die Pferde der ersten Besatzungseinheit waren innerhalb des Kastells untergebracht, wahrscheinlich in der Nähe des Tores. Da ihre Ställe (Stabulum) jedoch aus Holz und Lehm bestanden, blieb von ihnen so gut wie nichts erhalten. Hinter dem Kommandogebäude (Principia) konnten Mannschaftskasernen (Contubernia) nachgewiesen werden. Im Westen schlossen sich ihnen noch zwei kleinere Gebäude an das sog. Objekt XXX (Tabernae) an, die alle denselben Grundriss aufwiesen. Da alle diese Bauten durch N-S verlaufende Straßen getrennt waren, ergab sich vom Kastelltor bis zu den Principia eine homogen strukturierte Verbauung.

### 5. Jahrhundert

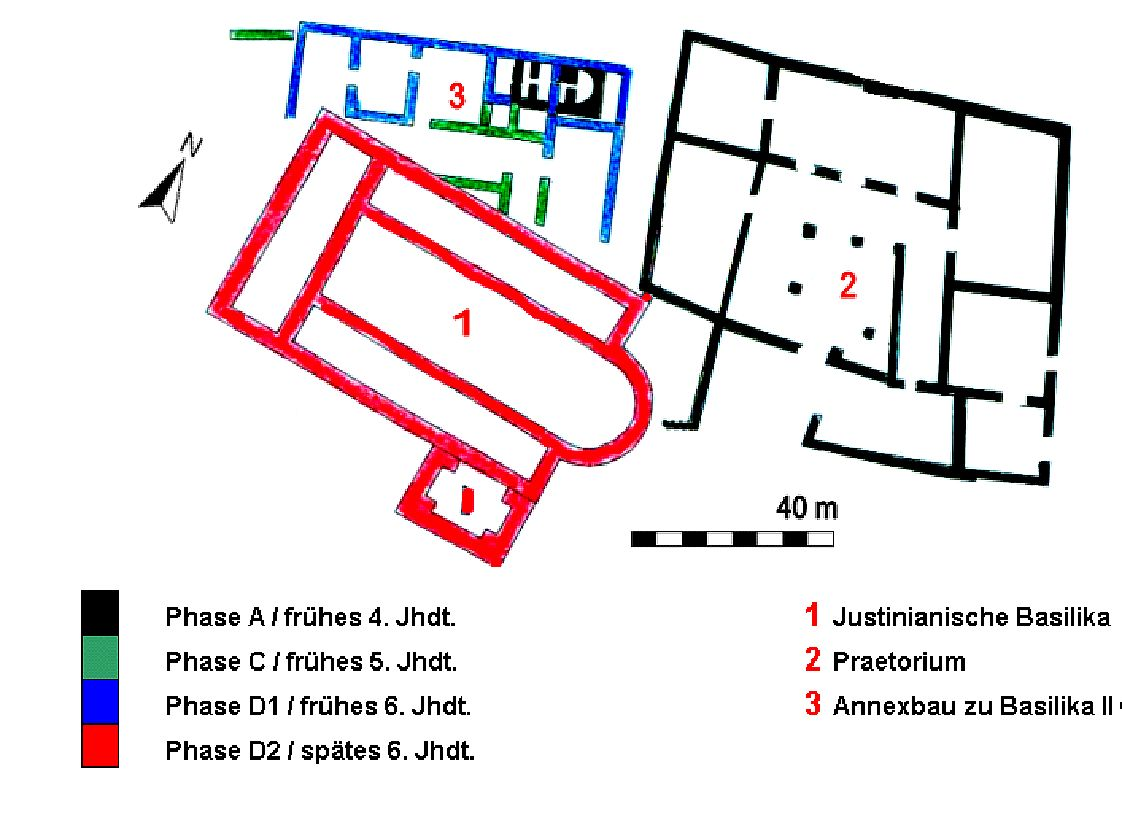
Grundrisse der Basilika III, des Praetoriums und des Annexes der Basilika II

Im frühen 5. Jahrhundert war Iatrus zu einem dicht bebauten Oppidum gewandelt, dessen Bewohner sich zwar ausreichend mit den Gütern des täglichen Bedarfes versorgen, darüber hinaus aber keinen zusätzlichen Wohlstand schaffen konnten (sog. Subsistenzwirtschaft). In dieser Zeit entstanden innerhalb der alten, nun wieder ausgebesserten Festungsmauern unterschiedlich große, regellos angelegte Gebäudekomplexe, von denen die meisten als Wohn-, Arbeits- und Vorratshäuser dienten. Die Organisation dieser neuen Lagergemeinschaft benötigte offenbar die traditionellen Funktionsbauten eines römischen Militärlagers, wie Principia, Praetorium oder Kasernen, nicht mehr. Sie wurden daher größtenteils abgetragen, an manchen Abschnitten wurden sogar die untersten Fundamentlagen entfernt. Die Säulengänge an beiden Seiten der Lagerhauptstraße waren teilweise demoliert und überbaut worden. Besonders deutlich ließen sich die baulichen Veränderungen dieser Zeitperiode (B/C) an den Tabernae verfolgen (siehe unten).
Auch die für den Verteidigungsfall wichtige gepflasterte Wallstraße (via sagularis) war jetzt teilweise überbaut, die noch übriggebliebenen Säulengänge an der Lagerhauptstraße wurden nach und nach zu geschlossenen Räumen umgestaltet. Die Straßen verliefen nicht mehr gerade, sondern mussten wegen der unregelmäßigen Bebauung oft ihre Richtung ändern, gleichzeitig öffneten sich zwischen diesen Häusern auch immer wieder freie Plätze. Nur die vom Tor heranführende Lagerhauptstraße war fast unverändert geblieben.
Die Bebauung von Iatrus ab der Mitte des 5. Jahrhunderts ähnelte nun eher einer barbarischen Siedlung anstatt einer römischen Militärstation. Kein Haus glich mehr dem anderen. Die Fenster waren aufgrund der strengen Winter verglast. Die Mauern konnten selbst in ein und demselben Raum in ganz unterschiedlicher Bautechnik ausgeführt sein. Die meisten bestanden aus einem Bruchsteinsockel in Lehmbindung, auf dem Fachwerkwände aus Holz und luftgetrockneten Lehmziegeln saßen. Daneben gab es auch Exemplare, die ganz ohne isolierenden Steinsockel hochgezogen worden waren. Andere Bauten bestanden wiederum in klassischer Manier vollkommen aus vermörtelten Bruchsteinen. Die Wände waren mit Lehmbewurf, seltener mit Kalk, verputzt oder weiß getüncht, die Dächer nach römischer Art mit wohl wiederverwendeten Leistenziegeln (Tegulae) und überlappenden Hohlziegeln (Imbrices) gedeckt. Sie lasteten schwer auf den Außenwänden, in fast allen Räumen mussten daher zusätzliche Stützpfosten für den Dachstuhl eingezogen werden. Diese Bauweise erlaubte in der Regel auch keine Errichtung mehrstöckiger Häuser.

### 6. Jahrhundert
Prokop berichtet, dass Justinian I. die Kastellmauer wiederherstellen ließ. Von den Baumaßnahmen unter seiner Regierung (Periode D2) konnten aber, mit Ausnahme der Basilika III, nur wenige Reste von mangelhaft ausgeführten Steingebäuden und Spuren von einfachen Holz-Lehm-Hütten nachgewiesen werden. Ob die Veränderungen des Siedlungsbildes in der Periode D2 wieder auf einen Bevölkerungswechsel zurückzuführen sind, konnte aufgrund des schlechten Erhaltungszustandes der Kastellanlagen aus dieser Zeit nicht geklärt werden. Nach dem endgültigen Abzug der Römer legten Slawen und Bulgaren einfache Grubenhäuser im Kastellbereich an.

### Principia

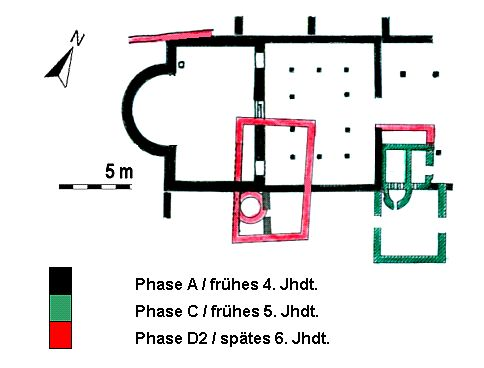
Principia, Grundriss und spätere Überbauungen

Die rechteckigen, 24,5 × 14,9 m großen Principia waren ursprünglich das repräsentativste Bauwerk in Iatrus. Ihre Erbauer hatten sie allerdings etwas kleiner und einfacher ausgeführt als vergleichbare Exemplare der frühen und mittleren Kaiserzeit. Die Mauern waren aus sorgfältig behauenen, weiß vermörtelten Kalksteinquadern errichtet worden, mit einem Verputz versehen und teilweise sogar mit Wandmalereien dekoriert. Das Stabsgebäude bestand aus einem ummauerten und von einem Pfeilergang umgebenen, 13,40 × 10,47 m großen Peristylhof, durch den das Gebäude von der Via principalis betreten werden konnte. Von diesem mit Ziegelsplitt befestigten Hof gelangten Besucher über einen von drei Zugängen, drei Stufen herabsteigend, die um 0,30 m tiefer liegende rechteckige Querhalle (Basilica) mit ihrem freitragenden Dach, welche wiederum an der Westseite von einer halbrunden Apsis abgeschlossen wurde, die einen inneren Radius von 3,60 m besaß und 0,60 m über dem Laufniveau der Querhalle lag. Die großen hölzernen Türflügel der Querhalle waren mit Bronzebeschlägen und Schnitzwerk verziert. Die erhöhte Apsis besaß zur Halle hin mächtige monolithische Schwellsteine sowie einen Fußboden aus Ziegelplatten. Die in den Schwellsteinen der wohl als Fahnenheiligtum (Aedes) dienenden Apsis sichtbaren Einlassrillen könnten zu einer hölzernen Balustrade gehört haben, die in der Mitte von einem Zugang unterbrochen wurde, der vom Laufniveau der Querhalle über eine hölzerne Treppe erreichbar gewesen ist. Denkbar wäre auch, dass anstatt einer hölzernen Balustrade ein Metallgitter das Fahnenheiligtum von der Querhalle getrennt hatte. Im Zerstörungsschutt lag noch ein umgestürzter Steinaltar, der Schutzgöttern geweiht war. Rechts davon stand ein fast mannshoher Steinsockel, auf dem einst das Porträt des regierenden Kaisers aufgestellt war. Bei einem Machtwechsel in Konstantinopel konnte es daher rasch wieder ausgetauscht werden. Über dem Haupttor zu den Principia war möglicherweise auch eine Adlerskulptur (Aquila) aus Kalkstein angebracht.
Die südliche Raumreihe der Tabernae (siehe unten) setzte sich mit zwei weiteren Räumen und die nördliche mit drei Räumen an den Principia fort und schlossen an der Flucht der Westmauer (ohne Apsis) bündig ab. Diese Räume waren zwar nicht von der Querhalle oder dem Innenhof der Principia aus zugänglich – da keinerlei Anzeichen von Türschwellen gefunden werden konnten –, dennoch nimmt man an, dass hier evtl. die Schreibstuben (Officium) der Lagerverwaltung oder Waffenlager (Armamentaria) bzw. die Garnisonskasse untergebracht gewesen sein könnten.
Nach dem Abzug der Reitertruppe wurde das Gebäude aufgegeben und verfiel. Gegen Ende des 4. Jahrhunderts waren die Raumunterteilungen weitgehend beseitigt worden, was als weiteres Indiz dafür gilt, dass es offensichtlich nicht mehr von der Militärverwaltung benutzt wurde. Auch die meisten Säulen im Vorhof waren entfernt worden, eine Überdachung gab es also ebenfalls nicht mehr. Übrig geblieben war nur noch ein von den Außenmauern umgebener offener Raum, der seinen repräsentativen Charakter vollständig eingebüßt hatte. Vorübergehend war hier – nach den Funden zu schließen – eine primitiv ausgestattete metallverarbeitende Werkstatt eingerichtet. Nach ihrer Freilegung wurden die Grundmauern der Principia restauriert und konserviert.

### Praetorium
Vom dreiflügeligen Peristylhaus (Mühlenhaus) des Lagerkommandanten (Periode B/C) sind heute nur noch die vier Pfeilerfundamente des Innenhofes und mehrere Schwellsteine von doppelflügeligen Saaltüren zu sehen. Die Inschrift eines Bauinschriftfragmentes, das in der Nähe gefunden wurde, lässt annehmen, dass dieses Bauwerk zwischen 340 und 350 n. Chr. (Periode A) entstand.
Die Anlage wurde über den Resten eines Vorgängerbaues errichtet. Die Fundamente bestanden aus in gleichmäßigen Lagen gesetzten, nur grob behauenen und in Lehm gebundenen Steinen. Vom aufgehenden Mauerwerk blieb fast nichts erhalten. Es besaß einen fast rechteckigen Grundriss und war mit seinen Längsseiten ungefähr nach Ost-West orientiert (Abmessungen: 29,30 m × 27,20 m × 18,80 m × 17,80 m). Die fünf größeren Räume des Gebäudes umgaben im Westen, Norden und Osten einen Peristylhof. Ihre Eingangsschwellen waren aus sorgfältig behauenen Kalksteinblöcken gefertigt. Die Türen zu den Wohnräumen wurden nach innen geöffnet. Der Peristylumgang besaß einen Boden aus Mörtelpflaster, das in ähnlicher Form auch vor der Südfassade des Praetoriums beobachtet werden konnte. Im Zentralhof stand ein vermutlich mit Pflanzen und Skulpturen geschmücktes Wasserbecken (impluvium), das durch Regenwasser vom Dach gespeist und dann über einen Kanal wieder abgeleitet wurde.
Das Gebäude diente nur für etwa 30 Jahre als Unterkunft des Kommandanten (Ende Periode A, spätes 4. Jahrhundert). Zu Beginn der Periode B/C wurde das Gebäude schließlich abgerissen und auf seinen Fundamenten wiedererrichtet. Die Mauern bestanden aus grob zugerichteten Steinen in Mörtelbindung die mit Ziegelbruch ausgeglichen wurden. Ab einer Höhe von 1,60 m wurde mit Lehmziegeln weitergebaut. Die Böden bestanden aus Stampflehm. Das Dachbestand aus einer ziegelgedeckten Holzkonstruktion, die mit Eisennägeln zusammengehalten wurde. Hofumgänge und Flügeltüren wurden teilweise zugemauert. In einem Raum richtete ein Bronzeschmied seine Werkstatt ein, in einem anderen (Raum 1) fand sich in einem Tongefäß ein Hortfund aus 260 Bronzemünzen des frühen 5. Jahrhunderts (Valentinian I. bis Honorius/Arkadius). Vermutlich brannte das Gebäude im frühen 5. Jahrhundert teilweise ab. In Raum 2 wurden über 100, über den Boden verstreute Bronzemünzen, verkohlte Getreidereste, ein Handdrehmühlenstein sowie zwei Schildbuckel gefunden. Das Wasserbecken wurde offensichtlich im Frühmittelalter durch Aushub einer Grube zerstört, in die ein Trocknungsofen für Getreide eingebaut wurde.

### Kasernen
Im Westabschnitt des Grabungsgeländes konnten 1992 die Unterkünfte der Besatzung (Periode A) nachgewiesen werden. Es handelte sich um langgestreckte Gebäude, die aus zwei Reihen etwa gleich großer Räume bestanden. Ein Kopfbau – wie noch bei mittelkaiserzeitlichen Barackenbauten üblich – fehlte. Die Zuordnung als Kasernen konnte aufgrund des hohen Zerstörungsgrades nicht eindeutig bestätigt werden, ist jedoch sehr wahrscheinlich.

### Tabernae
Zwischen 1992 und 1996 konnte im Kastell ein mehrphasiger Gebäudekomplex (50 × 20 m) mit einer Grundfläche von etwa 1000 m² aufgedeckt werden, der insgesamt viermal umgebaut wurde (auch Objekt XXX). Er lag nördlich der Via praetoria und reichte bis knapp an den Torbereich. Im Osten grenzte er an die innere Wallstraße, die Via sagularis, direkt vor dem Kastelltor, westlich und nördlich liefen ebenfalls Straßen am Gebäude vorbei.
In der Periode A bestand es vermutlich aus 28 annähernd gleich großen Räumen, die doppelreihig (Längsausrichtung West-Ost) angelegt waren. Die südlichen Räume öffneten sich dabei auf den die Lagerhauptstraße begleitenden Säulengang. Die hinteren Räume, die nur vom Norden aus zugänglich waren, dienten wohl als Handwerkerunterkünfte, Schreibstuben der Lagerverwaltung oder als andere Amtslokale. Die Eingänge waren mittig angelegt und maßen etwa 1,30 m in der Breite. Zwischen den einzelnen Räumen gab es keine Durchgangsmöglichkeit. Die südliche Raumreihe setzte sich mit drei weiteren Räumen an den Principia fort und schloss an deren Westmauer (ohne Apsis) ab. Die Fundamente des Gebäudekomplexes bestanden aus Bruchsteinen in Lehm- oder Mörtelbindung. Hier waren aufgrund der architektonischen Ähnlichkeit der einzelnen Räume wohl kleine Läden, Werkstätten, Gerätemagazine, Vorratslager, Waffendepots und Ähnliches untergebracht.
Ein Großteil der Tabernae wurde am Ende der Periode A bis in die untersten Fundamentschichten abgetragen und durch neue Bauten der Periode B/C ersetzt, die sich am Verlauf der Lagerhauptstraße orientierten. Es entstand dabei ein für diese Zeit typischer Wohn- und Wirtschaftskomplex, der mehrfach umgestaltet und erweitert wurde. Während im Westteil die ursprüngliche Raumanordnung weitgehend erhalten blieb, entstand im Mittelteil zunächst ein offener Innenhof, wo ein Keramikbrennofen und andere handwerkliche Produktionsstätten betrieben wurden. Diese wurden aber schon nach kurzer Zeit wieder aufgegeben und der Hof erneut zu einem geschlossenen Raum rückgebaut und nun als Lagerraum für Getreide verwendet. Auch ein Raum im Nordwestteil hatte sich seine bauliche Geschlossenheit bewahrt und war – dem Fundgut nach zu schließen – seit dem frühen 4. Jahrhundert fast ununterbrochen in Verwendung geblieben, aber am Ende der Periode B/C durch einen Brand vollkommen zerstört worden. In dieser bis zu 1 m dicken Brandschicht befanden sich – neben Keramikgefäßen, hauswirtschaftlichen Geräten, Fragmenten einer rundovalen marmornen Tischplatte und Werkzeug – auch Goldmünzen von Valentinian II. bis Arcadius und Honorius. Möglicherweise hatte er für die Lagerbewohner eine wichtige Funktion inne.
Am Ende der Periode B/C wurde der Gebäudekomplex komplett durch ein Feuer zerstört. Ende des 5. Jahrhunderts wurde nur der Nordflügel größtenteils wieder aufgebaut (Periode D1'), die meisten Räume im Südflügel jedoch nicht. Ihre Funktionsbestimmung ließ sich allerdings nicht mehr ermitteln. Am Ende der Periode D1 brannte das Gebäude neuerlich ab. Die späteren Überbauungen der Periode D2 orientierten sich nicht mehr an ihren Vorgängern.

### Thermen

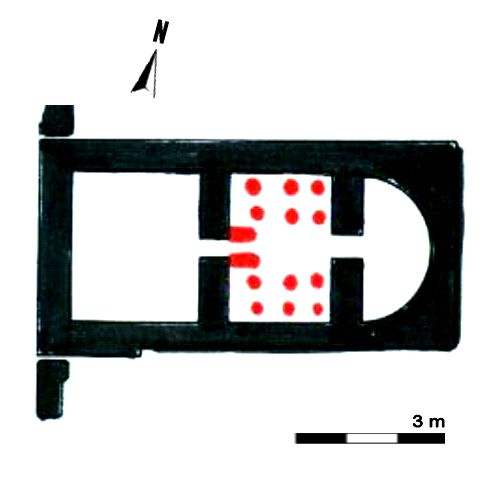
Skizze Grundriss Bad XVI

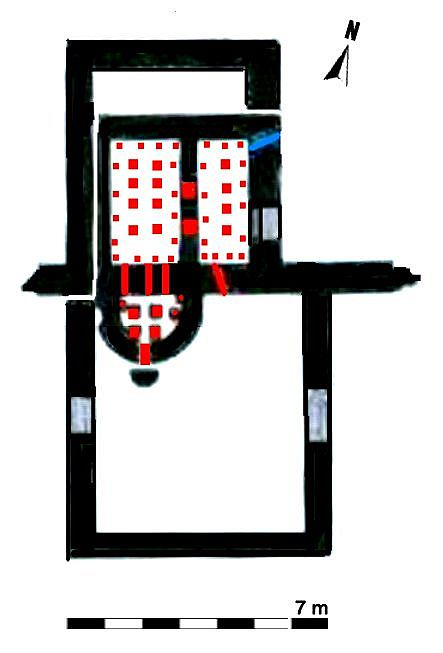
Skizze Grundriss Bad XXVII

Im Kastellbereich wurden auch zwei kleinere Badeanlagen freigelegt, die im Grabungsplan als Gebäude XVI und XXVI verzeichnet sind. Da in der Periode B an derselben Stelle ein weiteres Gebäude mit sehr tiefer Fundamentierung errichtet wurde, war Nr. XVI nur mehr sehr schlecht erhalten. Auf Grund ihrer bescheidenen Ausmaße hatten sie wohl privaten Charakter und waren nur einem kleinen Personenkreis (Lageroffiziere?) zugänglich.

#### Bad XVI
Die Badeanlage wurde in Periode A errichtet und stand zwischen den Jahren 320 und 350 in Verwendung. Oberirdisch waren nur noch die nördliche Mauer (1,50 m hoch) und ein Rest der Apsis erhalten. Es zählte zum – am Limes häufig vorkommenden – Reihentypus und hatte einen langgestreckten rechteckigen Grundriss mit den Abmessungen von 8,30 m × 4,05 m. Die aus vermörtelten Bruchsteinen bestehenden Wände waren 60 cm breit. Die Therme konnte von Westen aus betreten werden. Ihre drei Innenräume waren in West-Ost-Linie angeordnet, der östlichste war durch eine Apsis abgeschlossen. An ihn waren ein kleinerer (2 m × 2,60 m) und ein etwas größerer (2 m × 2,85 m) Raum angeschlossen. Weitere Räume konnte nicht entdeckt werden. Zwischen den ersten beiden Baderäumen befand sich ein 35 cm breiter, mit Ziegeln überwölbter Durchlass für die Heißluft der Hypokaustenheizung. Die Höhe zwischen Heizkanal und Fußboden betrug vermutlich 80 cm. Die Hypokaustenpfeiler bestanden aus gebrannten rechteckigen und runden Ziegeln. Die Pfeilerraumböden war mit Bruchsteinen gepflastert. Er war bei seiner Freilegung noch mit einer 2 bis 3 cm dicken Schicht aus Asche und Holzkohle bedeckt, da sich hier einst auch das Praefurnium der Therme befand.

#### Bad XXVI
Diese Therme (zwei Bauphasen) war noch relativ gut erhalten und Teil eines Gebäudekomplexes der in Periode B die gesamte Südfront des Peristylhofes einnahm. Das 5,04 m × 4,20 m große Bad befand sich direkt neben einem größeren, ebenfalls mit Hypokaustenheizung ausgestatteten Haus. Im 6. Jahrhundert wurde es noch etwas nach Norden erweitert. Im Winkel zwischen den beiden Anbauten war ein 6,2 m × 4,2 m großer Arbeitshof angelegt, den man von der Ostseite aus betreten konnte. Das Heizmaterial für das Praefurnium konnte durch eine 85 cm breite Öffnung hindurchgeschoben werden. Die Mauern bestanden aus vermörtelten Bruchsteinen und Ziegeln. Im Süden und Osten waren sie noch bis in eine Höhe von 2 m erhalten.
Der Eingang zur Therme befand sich im Osten. Der Innenbereich war in zwei längliche, 2,15 m und 1,45 m × 3,40 m messende Räume (West, Ost) unterteilt. Der östliche diente vermutlich auch als Umkleideraum (Apodyterium) da davor keinerlei Anzeichen einer Holzkonstruktion o.ä gefunden werden konnte. Das apsidiale Schwitzbad (Sudatorium) befand sich direkt über dem Praefurnium. Sie wurden ursprünglich durch Hypokausten beheizt, die aber noch in der Antike wieder entfernt wurden. Die Wände waren wahrscheinlich mit tegulae mammate verkleidet, flache Ziegel, die an der Rückseite mit Zapfen versehen waren. Durch den Hohlraum zwischen Ziegel und Steinwand sollte die Bildung von Schwitzwasser verhindert werden. Die Räume waren vermutlich mit einem Tonnengewölbe überdacht, dessen Höhe von Suspendura bis Scheitelpunkt ca. 5 m betrug.
In der Südwand war ein mit gebrannten Flachziegel gewölbter, 31–40 cm breiten und 70–74 cm hohen Abluftdurchlass eingebaut. Er war Teil der östlichen Hypokauste und bestand an den Seiten aus besonders hitzebeständigen Schwarzgranit. Ein zweiter Durchlass lag in der Trennwand der beiden inneren Pfeilerräume, von ihm war allerdings nur mehr ein Fundamentblock erhalten. An der Außenseite der Südwand war das apsisförmige Praefurnium mit acht, aus Ziegeln errichteten Hypokaustenpfeilern angebaut. Am Scheitelpunkt des Ofenraumes reichte ein 36 cm breiter Kanal bis in das Innere des Bades. Der Ofen konnte auch mit längeren Holzstämmen und Ästen beschickt werden. Der Boden zwischen Heizkammer und dahinterliegenden westlichen Pfeilerraum war unterschiedlich hoch um das Eindringen von Ruß und Asche in die Hypokausten zu verhindern. Heißluft und Abgase wurden nicht nach oben abgeleitet, sondern zogen vom Praefurnium in den westlichen Pfeilerraum, anschließend durch den kleinen Durchlass in den östlichen und gelangten am südlichen Auslass wieder ins Freie. So erreichte man eine abgestufte Erwärmung der Baderäume.
Von Badebecken, Kanälen und den sonstigen Anlagen für die Wasseraufbereitung blieb nichts erhalten. Nur ein Durchbruch für ein Tonrohr in der Ostwand, vermutlich der Abfluss für das verbrauchte Wasser, war noch erkennbar.

### Lagerhäuser

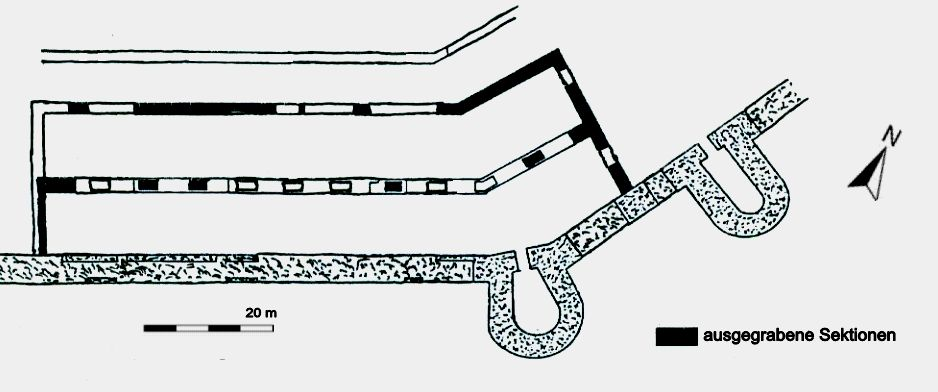
Befunde des Horreum II

Neben den ersten Wohn-Wirtschafts-Gebäuden für Einzelfamilien entstanden auch zwei große Speicherbauten (Horreum I und II), wo außer Lebensmittelvorräten vermutlich auch diverses Kriegsgerät und Ausrüstungsgegenstände, sowohl für die Besatzung als auch zur Versorgung bzw. Ergänzung durchziehender Truppenverbände, bereitgehalten wurden. Solche Depots standen für gewöhnlich unter der Aufsicht der Provinzverwaltung. Ihre Reste wurden im Westabschnitt, auf dem ehemaligen Kasernenviertel der Periode A ausgegraben.
Das kleinere, zweischiffige Horreum I liegt mit seiner nördlichen Schmalseite unmittelbar am Ufer der Jantra. Es wird in das späte 4. Jahrhundert datiert (Periode B) und wurde im frühen 5. Jahrhundert umgebaut (Periode C). Im Osten befand sich ein über die volle Länge des Gebäudes erstreckender Anbau, der von drei Seiten aus zugänglich war und zumindest bis zur Fundamentoberkante in Stein ausgeführt war. Der Haupteingang befand sich in der Mitte. Eine Stylobatmauer schloss mit dem Estrichfußboden horizontal ab und trug wahrscheinlich auch hölzerne Stützpfeiler. Der Anbau war vermutlich mit einem schräg abfallenden Vordach abgedeckt. Nordöstlich des Horreum I wird vom Ausgräber noch ein Stapelplatz zur vorläufigen Ablage der vom Flussufer herangebrachten Versorgungsgüter vermutet. Zwei in Periode B errichtete kleinere Gebäude grenzten diesen Platz im Süden und Osten ab und beherbergten möglicherweise die Verwaltung der Lagerhäuser. Das zweite – etwas größere – ebenfalls zweischiffige Horreum II befand sich unmittelbar am SW-Wall (sog. Sektor IX). Diese Zone ist aufgrund der Ablagerung von Grabungsschutt nicht zugänglich.

### Basilika I–III
Insgesamt konnten drei christliche Basiliken im Iatrus der Spätzeit nachgewiesen werden. Die wechselnde Ausrichtung der Kirchenfundamente nach Osten orientierte sich am Sonnenaufgang zum Zeitpunkt des Baubeginns. Daraus ergibt sich auch die leichte Achsenverschiebung der Basilika III gegenüber ihren Vorgängerbauten, da mit ihrem Bau damals in einer anderen Jahreszeit begonnen wurde.
Im 5. Jahrhundert bildete eine zunächst nur kleine Basilika den architektonischen und geistigen Mittelpunkt der Zivilsiedlung innerhalb des Mauerringes (Basilika I). Als diese bald einem Feuer zum Opfer fiel, wurde auf ihren Trümmern rasch eine neue Kirche erbaut, noch größer und besser ausgestattet als ihre Vorgängerin (Basilika II). Der neuen Kirche war auch ein Extraflügel mit Sakristei, Baptisterium und Gemeinderäumen angefügt worden, was für eine prosperierende Christengemeinde spricht. Der gesamte Kirchenkomplex ging wie das übrige Kastell im Hunnensturm der 440er Jahre zugrunde. Die Basilika III wurde in der Zeit Justinians, also um die Mitte des 6. Jahrhunderts errichtet. Ihre Fundamente waren 3 m tief und bestanden aus vermörtelten Kalkstein. Sie war wesentlich größer als die Basiliken I–II und dominierte die sie umgebenden ärmlichen Behausungen auf dem Kastellareal der letzten Siedlungsperiode.

### Lagerstraßen
Sobald man das Kastelltor passiert hatte, trat man auf einen freien Platz, von dem mehrere Straßen abgingen. Rechts und links davon befand sich ein breiter gepflasterter Weg, die Wallstraße oder via sagularis, die genau an der Innenseite der Festungsmauer entlanglief, damit diese und die Türme im Alarmfall rasch und ungehindert zugänglich waren.
Spitzwinklig davon zweigte ein schmaler Kiesweg ab, der zu den Mannschaftsquartieren führte. Wendete man sich nach links gelangte man auf die 115 m lange und 7 m breite Hauptstraße (via praetoria), die auch von Wagen und Lastkarren befahren werden konnte. Die Fußgänger konnten unter den an beiden Straßenseiten angelegten Säulenhallen wandeln oder rasten und waren so vor Regen und Wind, aber auch gegen die brennende Sommerhitze in diesen Breiten abgeschirmt. Von hier aus konnte man in die zahlreichen kleinen Läden, Werkstätten, Schreib- und Amtsstuben oder Garküchen gelangen. Diese Säulengänge bestanden allerdings nur während der ersten Siedlungsperiode A.
Die Lagerhauptstraße wurde von zwei kleinen und schmalen Gassen rechtwinklig gekreuzt. Über sie konnte man im Notfall ebenfalls den Wehrgang der Festungsmauer und die Hufeisentürme erreichen. Um in die dahinterliegenden Bereiche zu gelangen, musste man allerdings zu einer Querstraße zurück und das Zentrum in einem großen Bogen umgehen.
Hatte man auf diesem Weg die Rückseite des Kommandogebäudes erreicht, stand man wieder auf einer Straße, die ebenfalls direkt zur Festungsmauer und einer Bastion führte. Jenseits davon lagen die Kasernen, die sich bis zum Ende des Kastells erstreckten, wo das Gelände dann steil zum Fluss hin abfiel.
Unter dem Pflaster der Haupt- und einiger Nebenstraßen fand man kleine Kanäle für Wasserrohre; Hauszuleitungen, öffentliche Brunnen oder Latrinen sind nicht entdeckt worden.

## Garnison
Folgende Besatzungseinheiten sind für Iatrus bekannt:
| Zeitstellung                         | Truppenname                                                         | Bemerkung | Abbildung |
| ------------------------------------ | ------------------------------------------------------------------- | --- | --------- |
| frühes 4. Jahrhundert n. Chr.        | legio prima Italica (erste Legion der Italiker)                     | Die Legion (bw. eine Vexillation) war vor allem am Bau von Iatrus beteiligt. Aus der Militärziegelei in Novae, ihrem Hauptquartier, stammen auch die in Iatrus gefundenen Dach-, Wand- und Fußbodenziegel. |           |
| bis Mitte 4. Jahrhundert n. Chr.     | cuneus equitum scutariorum (eine Formation berittener Schildträger) | Die erste längerfristig hier stationierte Besatzung bestand aus einer etwa 500 Mann starken Reitereinheit, die vermutlich aus der I. Italica herausgelöst worden war. In der Notitia dignitatum werden sie in der Truppenliste des für diese Provinz zuständigen Heerführers, dem Dux Moesiae secundae, genannt, allerdings ohne Angabe der Rangbezeichnung ihres befehlshabenden Offiziers. Wahrscheinlich wurden diese Reiter aber schon in den 50er Jahren des 4. Jahrhunderts für einen Feldzug des Constantius II. gegen die Perser abgezogen. |           |
| ab dem späten 4. Jahrhundert n. Chr. | Foederaten (Söldner)                                                | Als Kaiser Valens im Jahre 378 bei Adrianopel (heute Edirne) von den gotischen Stammesführern Alatheus und Saphrax vernichtend geschlagen wurde, war sein Nachfolger Theodosius I. gezwungen, den durch Moesien und Thrakien marodierenden Goten das Siedlungsrecht innerhalb des Imperiums zu gewähren, Schutzgelder in Form von Goldmünzen zu zahlen, sie mit Lebensmitteln und Ausrüstung zu versorgen und ihnen eine weitgehende Autonomie zuzusichern (foedus). Im Gegenzug verpflichteten sich die neuen Verbündeten, die Reichsgrenze gegen Übergriffe anderer Barbarenstämme zu verteidigen und im Kriegsfall Truppenkontingente für die Armee zu stellen. Sie galten nun offiziell als Armeeangehörige und waren damit dem regierenden oströmischen Kaiser bzw. seiner Militär- und Provinzialadministration verpflichtet. Diese Männer mussten sich aber nur zeitweise militärischen Übungen unterziehen und Wachdienste im Lager und auf den Signalstationen in der Umgebung versehen sowie gegebenenfalls an dem von ihnen überwachten Grenzabschnitt Eindringlinge abwehren. Zwischendurch konnten sie sich weitgehend ihren zivilen Tätigkeiten widmen. Einer Gruppe dieser Föderaten wurde wahrscheinlich Iatrus als Siedlungsplatz zugewiesen. |           |

## Vicus
Bei Geländebegehungen konnte festgestellt werden, dass das Kastell in den Perioden A – B/C auch von einer Zivilsiedlung (Vicus) umgeben war, die aber vermutlich wegen der Hunneneinfälle im 5. Jahrhundert aufgegeben werden musste. Ihre Bewohner flohen wohl hinter die Mauern des Kastells. Aufgrund einer Häufung von Keramikfunden aus dieser Zeit, etwa 50 m vor dem Osttor, und dem Fund einer Bruchsteinmauer in Mörtelbindung wird der Großteil seines Areals unter dem heutigen Krivina vermutet.

## Bevölkerung
Wenn sich auch die Familien der Soldaten in der Frühzeit des Kastells im ummauerten Areal aufgehalten hatten, mussten sie getrennt von ihren Männern im heute nicht mehr erhaltenen Nordteil des Kastells untergebracht gewesen sein. Wahrscheinlicher ist jedoch, dass sie noch überwiegend außerhalb der Festungsmauern in einem Vicus lebten. Die Funde einiger Goldmünzen in den Tabernae veranlassten die Ausgräberin Gerda von Bülow zur Annahme, dass das Kastell im 5. Jahrhundert von den o.e. gotischen Föderaten besetzt gewesen sein könnte. Die insgesamt acht Goldmünzen wurden zwischen 378 und 395 n. Chr. geprägt und vermutlich als Finanzreserve für Notzeiten gehortet.
Auch für manche Waffen, Schmuckstücke oder Gefäßkeramik lässt sich durch Vergleiche mit anderen Stücken eine ziemlich genaue zeitliche Einordnung und dem Kulturkreis vornehmen. Linsenförmige Perlen aus Marmor oder Halbedelsteine wurden zum Beispiel von einigen Steppenvölkern als Amulett am Schwertgriff getragen. Der Fund solcher Stücke in Iatrus deutet darauf hin, dass auch hier Angehörige dieser Volksstämme anwesend waren bzw. sich als Soldaten in römischen Diensten verdingten. Im Umfeld des Kastells tauchten sogar Knochen von Kamelen auf, was vermuten lässt, dass sich hier zeitweise auch Menschen aus den nordafrikanischen oder innerasiatischen Wüstenregionen aufgehalten hatten.

## Wirtschaft und Ernährung

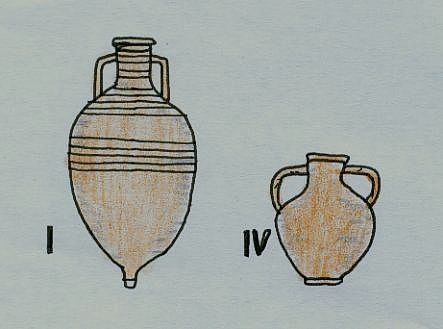
Beispiele einer Transport- und Lageramphore, Typ I und IV aus Iatrus

Nach Gründung des Lagers im 4. Jahrhundert n. Chr. wurde die Besatzung durch die Militärverwaltung der Provinz über die Donau und die Limesstraße mit allen Nötigen versorgt. Fast alle Bedarfsgüter wurden im Laufe der Zeit – wohl auch wegen des öfter ausbleibenden Nachschubs – zunehmend von den Kastellbewohnern in Eigenregie hergestellt. Vor allem aber mussten sich die Kastellbewohner wohl weitestgehend mit ihrer eigenen Landwirtschaft, also mit Acker- und Gartenbau sowie mit Viehhaltung- und Zucht, über Wasser halten. Wenn die Männer nicht ihrem vorgeschriebenen Wachdienst nachgingen, arbeiteten sie auf den Feldern und Weiden. Ihre Frauen erledigten in der Zwischenzeit die Haus-, Küchen- oder Gartenarbeit.
Aber selbst in friedlicheren Zeiten war es nicht möglich, alle notwendigen Lebensmittel und Gebrauchsgüter vor Ort zu erwirtschaften. Das auf den umliegenden Feldern angebaute Getreide konnte vielleicht den täglichen Bedarf der Kastellbevölkerung decken, reichte aber wohl kaum aus, um auch noch zusätzliche Reserven für Belagerungen bzw. zur Versorgung durchziehender Truppen (Comitatenses) bereitzuhalten. Diese Mengen konnten schon aufgrund der relativ kleinen Zahl der Kastellbewohner nicht von ihnen allein produziert werden. Die Fehlbestände mussten daher aus anderen Reichsteilen herbeigeschafft werden. Auch archäologisch hat dieses, für die Spätantike typische, zentral gelenkte Versorgungssystem hier seine Spuren hinterlassen (siehe Abschnitt Lagerhäuser).

### Handwerk
Verschiedenste handwerklichen Tätigkeiten, die in Haus und Hof anfallen, wurden hier verrichtet. Spuren einer Kammwerkstatt aus dem 4./5. Jahrhundert zeigen, dass hier zum Beispiel Halbfabrikate einreihiger und zweireihiger Kämme produziert wurden. Werkzeug- und Schlackefunde lassen annehmen, dass in Iatrus vorübergehend sogar Eisenerzverhüttung betrieben und dabei Roheisen minderer Qualität erzeugt wurde. Ansonsten wurden für den Eigenbedarf grob ausgeführte Gebrauchskeramik, Gerätegriffe und andere Gebrauchsgegenstände aus Holz und Tierknochen angefertigt. Schafwolle wurde im Haus verarbeitet und zu Stoffen und Teppichen verwebt. In Iatrus haben sich als Zeugnisse dafür hauptsächlich Spinnwirteln und Tongewichte erhalten.

### Landwirtschaft

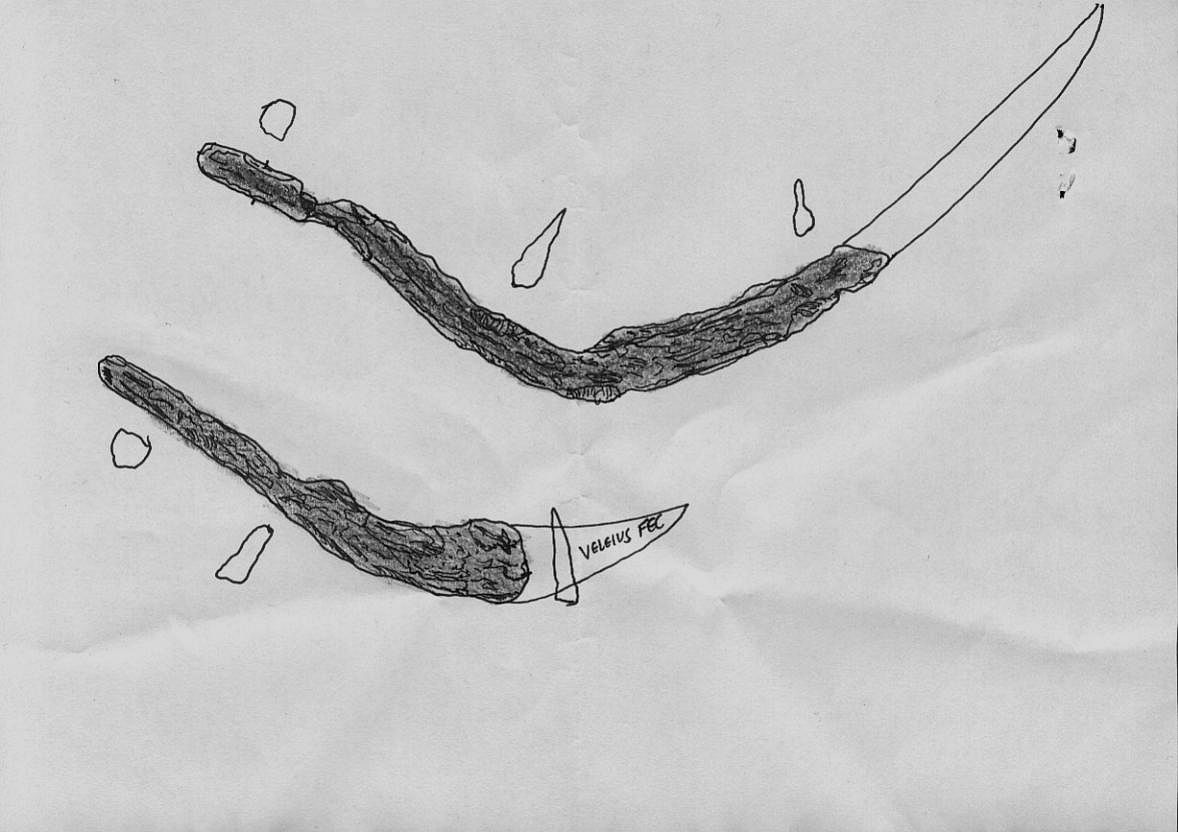
Sicheln aus dem frühen 5. Jahrhundert, gefunden in Iatrus

Von der landwirtschaftlichen Tätigkeit zeugen vor allem die Funde der dafür notwendigen Werkzeuge und Geräte, wie Sensen, Sicheln, Baummesser und Viehglocken. In manchen einzelnen Räumen der untersuchten Hauskomplexe fanden sich Spuren von Getreidevorräten – vor allem Weizen, Gerste, aber auch Hirse, Roggen und Hafer wurden hier eingelagert. Verschiedene Obstsorten, Nüsse, Weinbeeren, Erbsen sowie noch andere Hülsenfrüchte zählten ebenso zur Nahrung der Kastellbewohner wie Schwein, Rind, Schaf und Ziege, Geflügel, Wildtiere und nicht zuletzt Fisch aus Jantra und Donau, wie Funde von Angelhaken und Netzsenker bezeugen.

### Import
Ein weiteres Indiz für die regelmäßige Versorgung des Kastells von außen sind 6500 in Iatrus gefundenen Amphoren. Diese wurden – ähnlich wie die heutigen Container – in genormten Größen gebrannt und dienten im überwiegenden Maße als Transportverpackungen. Befüllt mit allen möglichen Arten von Lebensmitteln und anderen Gebrauchsgütern wurden sie regelmäßig im Kastell angeliefert. Nach dem Inhalt von in Ägypten entdeckten Papyri zu schließen, betrug die Tagesration eines Soldaten in der Spätantike 3 lb. Brot, 2 lb. Fleisch, 3 sext. Wein und 1/8 sext. Öl. Später fanden solche Amphoren meist in den Haushalten als Vorratsgefäße eine Zweitverwendung. Ihr prozentualer Anteil an den Gesamtfunden betrug für die
- Periode A: 28 %,
- Periode B: 35 %,
- Periode C: 35 %,
- Periode D: 37 %.

Sie lassen sich in drei Haupttypen mit sechs Gestaltungsformen unterscheiden. In Typ I wurde Getreide, Typ II Wein und Typ III Öl transportiert. Es gibt nur ganz wenige Beispiele für lokal produzierte Amphoren, die speziell für die Verwendung als Vorratsgefäße gedacht waren. Diese konnten aufgrund ihrer Plattböden aufrecht stehen im Gegensatz zu den meisten in Iatrus gefundenen Transportamphoren mit ihren abgerundeten Böden oder spitz zulaufenden Fußzapfen, um sie auf Schiffen oder Wagen stabil und platzsparend stapeln zu können. Solche Amphoren stammten zum überwiegenderen Teil aus weit entfernten Regionen, im Falle der Exemplare aus Iatrus vornehmlich von den östlichen Mittelmeerküsten, Kleinasien und Nordafrika. Ihre Formen haben sich während der fast 300 Jahre der Existenz des Kastells nur geringfügig verändert. Nach Auswertung der Befunde wurde festgestellt, dass die Wein und Öllieferungen in der untersuchten Zeitperiode anstiegen, während sich die Zufuhr von Getreide aber mehr und mehr verringerte. Die Archäologen erklärten sich diesen Umstand mit dem Abzug der regulären Limitanei und ihren Ersatz durch eine erhöhte Anzahl von germanischen Söldnern und noch später durch verbündete Goten (328 n. Chr.). Die gotischen Foederaten versorgten sich größtenteils selbst, wie die Veränderungen des Siedlungsbildes in Periode C beweisen. Offenbar wurde als Ausgleich das benötigte Getreide vor Ort produziert, was auch ein vermehrtes Auftreten von Speichergefäßen (Amphorentyp I) ab der Periode B erklären würde. Beim Wein war dies nicht möglich, da sein Anbau zu pflegeintensiv war und Spezialisten mit langjähriger Erfahrung erforderte. Im 6. Jahrhundert n. Chr. nahmen die Getreidelieferungen wieder zu, was wohl mit dem Wiederaufbauprogramm unter Justinian I. in Zusammenhang steht. Die Versorgung mit Grundnahrungsmitteln blieb (nach Ausweis der Funde) in der Zeitspanne zwischen dem 4. und 6. Jahrhundert n. Chr. relativ intakt, was – trotz aller Schwierigkeiten – für das gute Funktionieren der Militärorganisation am Limes spricht.

## Inschriften

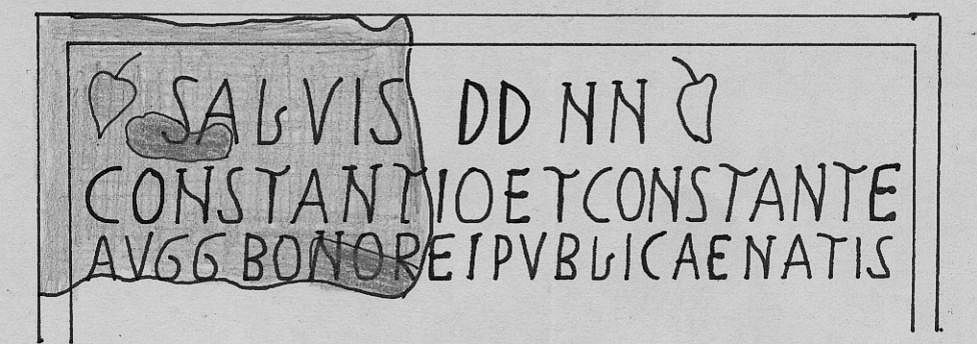
Skizze der Bauinschrift aus dem 4. Jahrhundert

Da es sich hier um eine spätantike Anlage mit militärisch-bäuerlichem Charakter handelt, war die epigraphische Ausbeute nur sehr gering. Die meisten Inschriften datieren in die Zeit vor der Errichtung des Kastells und dürften als sekundär verwendetes Baumaterial (Spolie) hierher gelangt sein. Zu ihnen gehören vor allem alle Sepulcral- und Votivdenkmäler, die aller Wahrscheinlichkeit nach aus dem nahegelegenen Legionslager Novae und seinem Umfeld stammen. insgesamt sind 4 Grabstelen und 15 beschriftete Weihaltäre bei den Iatrus-Grabungen gefunden worden. In ihnen tauchen mehrere Angehörige der legio I Italica aus Novae auf. Mit den Weihungen wurden verehrt: Liber und Libera, Mithras (als Deus invictus), Iupiter (auch mit den Beinamen Optimus Maximus Conservator) und Apollo Auluzelus. Dazu kommt eine Votivplatte aus Marmor für den Thrakischen Reiter, wohl aus dem 3. Jh., deren Stifter den thrakischen Namen Mucatralis trägt. Die Liste der beschrifteten Steindenkmäler aus Iatrus ohne Kastellbezug enthält außerdem 2 Meilensteine aus dem 3. Jh. und das Fragment eines Prätorianerdiploms, das im 1. Jahrzehnt des 3. Jh. ausgestellt worden ist.
In die Kastellzeit selbst gehören die gestempelten Ziegel sowie ein Ziegelfragment mit eingeritzter Inschrift sowie zwei Steindenkmäler mit Inschrift.
Gefunden wurden hauptsächlich gestempelte Ziegel der im ca. 15 km stromaufwärts gelegenen Lager Novae stationierten legio I Italica, meist in der spätantiken Variante LEPIFICOR, ferner des Rumorid(us) und des Gemel(us oder -linus), die möglicherweise in valentinianischer Zeit das Amt des dux Moesiae secundae innegehabt hatten. Als Produktionsort wird Novae angenommen, doch ist nicht auszuschließen, dass hier vorher ein bislang nicht erwiesenes früh/mittelkaiserzeitliches Kastell oder Siedlung existierte. Die Legionsstempel können als Beweis für die Mitwirkung der Legion an der Errichtung des Lagers von Iatrus dienen.
1997 wurde ein Ziegelfragment gefunden mit dem vor dem Brennen eingeritzten Namen des Frig(eridus) du[x], der ein Schlaglicht auf den Gotenkrieg des oströmischen Kaisers Valens (364–378) werfen könnte. Auf Bitten des Ostkaisers hatte der Westkaiser Gratian (375–383) einen seiner fähigsten Heerführer, Frigeridus, mit einer Eliteeinheit in die Diözese Thrakien geschickt. Wann der Ziegel hergestellt worden ist und ob er mit dem Kampfhandlungen von 377 zu tun hat, bleibt ungewiss. Er bestätigt jedoch mit großer Wahrscheinlichkeit die Anwesenheit eines Frigeridus dux in der Provinz Moesia secunda.
Aus der Zeit des spätantiken Kastells selbst ist seit 1993 eine fragmentierte Inschrift bekannt. Es dürfte sich hierbei um eine Huldigung an die Kaiser Constans und Constantius II. auf einer Statuenbasis oder eher einer Bauinschrift handeln, die zwischen 340 und 350 angefertigt wurde. Die dreizeilige Inschrift ist in einem 56 × 28 × 13 cm großen Bruchstück eines Kalksteinblockes eingemeißelt, links neben der ersten Zeile befinden sich Spuren einer hedera. Lesbar sind noch 25 Buchstaben:
- Zeile 1: SALVIS
- Zeile 2: CONSTANTIO E
- Zeile 3: AVGG BO REI

Als Ergänzung bzw. Lesung ist folgender Text vorgeschlagen worden:
Salvis [dd(ominis) nn(ostris)] Constantio et [Constante] Augg(ustis duobus) bo[n]o rei [publicae natis] [....]
Der restliche Teil der Inschrift ging verloren, weshalb auch keine Vermutung möglich ist darüber, aus welchem Anlass sie angefertigt wurde. Besonders die Formel salvis dominis nostris spricht für eine Bauinschrift, da sie in diesem Zusammenhang für das 4. Jahrhundert häufig vorkommt. Zu welchem Bauwerk des Kastells sie einst gehörte bleibt allerdings weiterhin im Dunkeln.
Das zweite Inschriftfragment gehört zu einer mensa sacra, auf deren Rand die Buchstaben […]vit erhalten sind und die anhand des stratigrafischen und topografischen Fundzusammenhangs in die Zeit um 400 datiert wird.

## Grabungsfunde
Schmuck oder aufwendig gestaltete Gebrauchsgegenstände kamen bei den Ausgrabungen in Iatrus nur sehr wenige ans Licht. Wenn überhaupt, waren es meistens schon ältere Exemplare, die vermutlich als Erbstücke oder eiserne Reserve aufbewahrt worden waren. Auch vom Hausinventar der Kastellbewohner haben sich nur spärliche Reste erhalten, da sie im überwiegenden Maße aus Holz bestanden und bei den ständig wiederkehrenden Überfällen der Barbaren wohl meist vollständig verbrannt sein dürften. Bei der Freilegung der Häuser fanden sich oft nur noch Gegenstände wie zum Beispiel Öllämpchen, die meisten in einfachster Ausführung aus Ton, nur ganz wenige aus wertvoller Bronze sowie feinere Gebrauchskeramik (Weinkannen, Tassen, Becher, Teller, Schüsseln, einzelne Schmuckgegenstände, Münzen etc.). Solche Gegenstände wurden am ehesten in den Repräsentationsräumen der Häuser aufbewahrt. An anderen Stellen trafen die Ausgräber wiederum auf Herde, Vorratsgefäße, grobtonige Töpfe, Werkzeuge und verkohltes Getreide, das einst in Verschlägen, Kisten, Säcken oder Fässern und nach Sorten getrennt gelagert wurde. Hierbei handelt es sich wohl um das Inventar von Küchen-, Lager- und Werkstatträumen. Eine in Iatrus gefundene birnenförmige Kanne mit schlankem Hals ist ein gutes Beispiel für die an der Donau weit verbreitete sogenannte grautonige Drehscheibenkeramik, die in der Fachwelt auch oft als „Föderatenkeramik“ bezeichnet wird. Die vom späten 3. bis in die Mitte des 5. Jahrhunderts nachweisbare Ware ist in nahezu allen römischen Limeskastellen vorhanden. Eine in Iatrus aufgefundene Bronzekapsel iranischen Ursprungs trat ausschließlich in Frauengräbern der Nomaden der Völkerwanderungszeit auf.
1952 kam das Fragment einer Rundplastik ans Licht (62 mm lang, 20 mm dick), die aus einem Rinderknochen geschnitzt war. Vermutlich stammt sie aus der Zeit der Hunneneinfälle zu Beginn des 5. Jahrhunderts. Die Form der Schnitzerei wurde durch das natürliche Wachstum des Knochens vorgegeben. Auf einer gekehlten Rundplatte bäumt sich ein Seeungeheuer auf, das, gestützt auf zwei Vorderpfoten, seinen Fischlaib nach oben windet. Aus dem mit mächtigen Reißzähnen bewehrten wolfsartigen Maul ragen der nackte Unterleib und die Beine eines Menschen hervor. Abgeschlossen wird der Oberteil der Plastik durch die fächerförmig geritzte Schwanzflosse. Zwischen den Pfoten des Ungeheuers befinden sich zwei Bohrungen, vermutlich dienten sie zur Befestigung der heute nicht mehr vorhandenen Ohren. Der Unterteil der Schnitzerei ist geschnürt und gekerbt, abgeschlossen durch eine glockenförmige Kuppel (Durchmesser 22 mm), die in sechs kleinen, unterschiedlich abgebrochenen Zapfen ausläuft. Zwei dieser Zapfen sind profiliert. Die Plastik stellt mit ziemlicher Sicherheit eine Begebenheit der alttestamentlichen Jona-Legende dar, die Verschlingung Jonas durch das Ketos. In der Sepulkralkunst des 3. und 4. Jahrhunderts wurde die Jonasgeschichte sehr häufig als Motiv verwendet.

## Militaria

Bronzene Adlerschnalle aus Iatrus (5.–6. Jahrhundert)

Nach den Funden in den Gräberfeldern zu urteilen, waren die Krieger überwiegend in der Tracht der spätrömischen Limitanei bestattet worden. In den Gräbern fand man Gürtelgarnituren mit Rechteckschnallen und tierkopfgeschmückten Bügeln. Auf den Riemen waren meist propellerförmige Beschläge aufgenietet. Aufgefundene versilberte oder vergoldete Zwiebelknopffibeln galten in der spätrömischen Armee als Rangabzeichen. Sie kamen am Ende des 4. Jahrhunderts auf und blieben in der Militärtracht bis ins 5. Jahrhundert im Gebrauch. Ein in Iatrus aufgefundener Spangenhelm aus vergoldetem Kupferblech gehörte möglicherweise einem ostgotischen Offizier oder vielleicht sogar dem Kommandanten des Kastells selbst. Die typischen Waffen der spätrömischen Truppen (Langschwerter, Speer- sowie Pfeilspitzen) fanden sich in Iatrus der Periode B/C. Ebenfalls hier aufgefundene Exemplare von zweischneidigen Schwertern mit Kupferknauf und langgezogener schlanker Klinge waren im Schwarzmeergebiet und an der Wolga verbreitet, sie kamen vermutlich mit den Hunnen nach Iatrus. Dazu zählen auch zwei gekrümmte einschneidige Kurzschwerter (sog. Saxe) von Reiternomadenkriegern, die ursprünglich aus den zentralasiatischen Steppen stammen dürften. Eine ebenfalls im Kastell aufgefundene Nephritgürtelschnalle könnte gleichfalls mit den hunnischen Reitern an die Jantra gelangt sein. Nephritlagerstätten finden sich vor allem im Tian Shan und am Baikalsee.

## Hinweise und Fundverbleib
Die meisten Funde aus dem Kastell werden heute im Historischen Regionalmuseum Ruse aufbewahrt und ausgestellt. Vom 275 km entfernten Sofia aus gibt es eine regelmäßige Zugverbindung über Gorna Orjahovica nach Svishtov bzw. Ruse. Zwischen diesen beiden Städten verkehren Linienbusse, die auch über Krivina fahren. Das Grabungsgelände liegt im Westen von Krivina und kann unentgeltlich besichtigt werden. Aufgrund der zur Zeit eingestellten Grabungen sind Mauerreste und Suchschnitte im Sommer stark von Vegetation überwuchert.

## Denkmalschutz
Die Anlagen sind Bodendenkmäler im Sinne des Gesetzes zum Schutz von Kulturdenkmälern und Museen aus dem Jahr 2007. Nachforschungen und gezieltes Sammeln von Funden ohne Genehmigung des Nationalen Instituts für Kulturdenkmäler (NIPK) und des Nationalen Rates für die Erhaltung von Kulturdenkmälern stellen eine strafbare Handlung dar.
Generell für Fragen der Konservierung archäologischer Großreste zuständig ist das NIPK, das grundsätzlich eine Konservierung von Gebäuderesten des Kastells ablehnte. Als Teilerfolg konnten allerdings dank der Bemühungen des Bezirksmuseums Ruse wenigstens die gut erhaltenen Mauerreste der Principia des Kastells in den Jahren 1981 bis 1984 konserviert und bis zu einer Höhe von bis zu 2 Metern rekonstruiert werden.